# Kalaldi
Kalaldi est un village de la commune de Dir situé dans la région de l'Adamaoua et le département du Mbéré au Cameroun. Il fait partie du canton du même nom.

## Population
En 1967, Kalaldi comptait 1 614 habitants, principalement Gbaya.
Lors du recensement de 2005, 2 344 personnes ont été dénombrées dans le village de Kalaldi et 10 600 dans le canton de Kalaldi.